# Stazione di Mâcon-Ville
La stazione di Mâcon-Ville (in francese Gare de Mâcon-Ville) è la principale stazione ferroviaria di Mâcon, Francia.